# 김만희 (조선)
김만희(한국 한자: 金萬希, 1314년 ~ 1404년)는 고려 후기의 문신이자 조선 초 제주에 유배된다. 본관은 김해(金海). 자는 여운(汝雲), 호는 척재(惕齋) 혹은 월포조수(月浦釣叟). 일명 경흥(景興)이다.

## 생애
1314년(충숙왕 원년)에 황해도 토산 월성에서 출생하였다. 충정왕 때 진사시에 합격하여 도첨의사사헌납을 지냈으며, 공민왕 때 밀직사대언이 되었고, 자제위(子弟衛)에서 일하였다. 신돈(辛旽)이 조정에 들어오자 이존오(李存吾)가 1366년(공민왕 15년) 신돈 배척 상소를 올릴 때 함께 하다가 파직되었다.
그 후 신돈이 제거되자 복직되어 찬성사를 역임하고 삼중대광 도첨의좌정승까지 올랐으나 정국이 혼란해지자 관직을 사임하고 낙향하여 후진을 가르쳤다.
1392년(태조 1년) 조선 태조가 즉위하고 그를 천거하려 했으나, 그는 “충신은 두 임금을 섬길 수 없다.”고 하며 절의를 지켰다. 신정권을 끝까지 반대하자 제주로 유배를 가게 되었다.
처음 애월포로 들어와 곽지악 산자락에서 유유자적하게 지냈으며, “신하의 도리를 다하지 못한 죄가 크므로 밝고 밝은 하늘을 거울삼아 빌 뿐이다.”라는 뜻에서 이름마저 만희(萬希)로 고치고 이 지방 자제를 가르쳤다.

## 가족 관계
- 아버지: 김기서(金麒瑞)
- 어머니: 안씨(安氏)
  - 배필: 평해 황씨(平海 黃氏)
    - 아들: 김혁(金赫)
    - 자부: 초계 최씨(草溪 崔氏)
      - 손자: 김예(金禮)
      - 손부: 제주 고씨(濟州 高氏)
        - 증손: 김봉(金奉)
        - 증손: 김검(金儉)